# UDAR

UDAR:s logotyp.

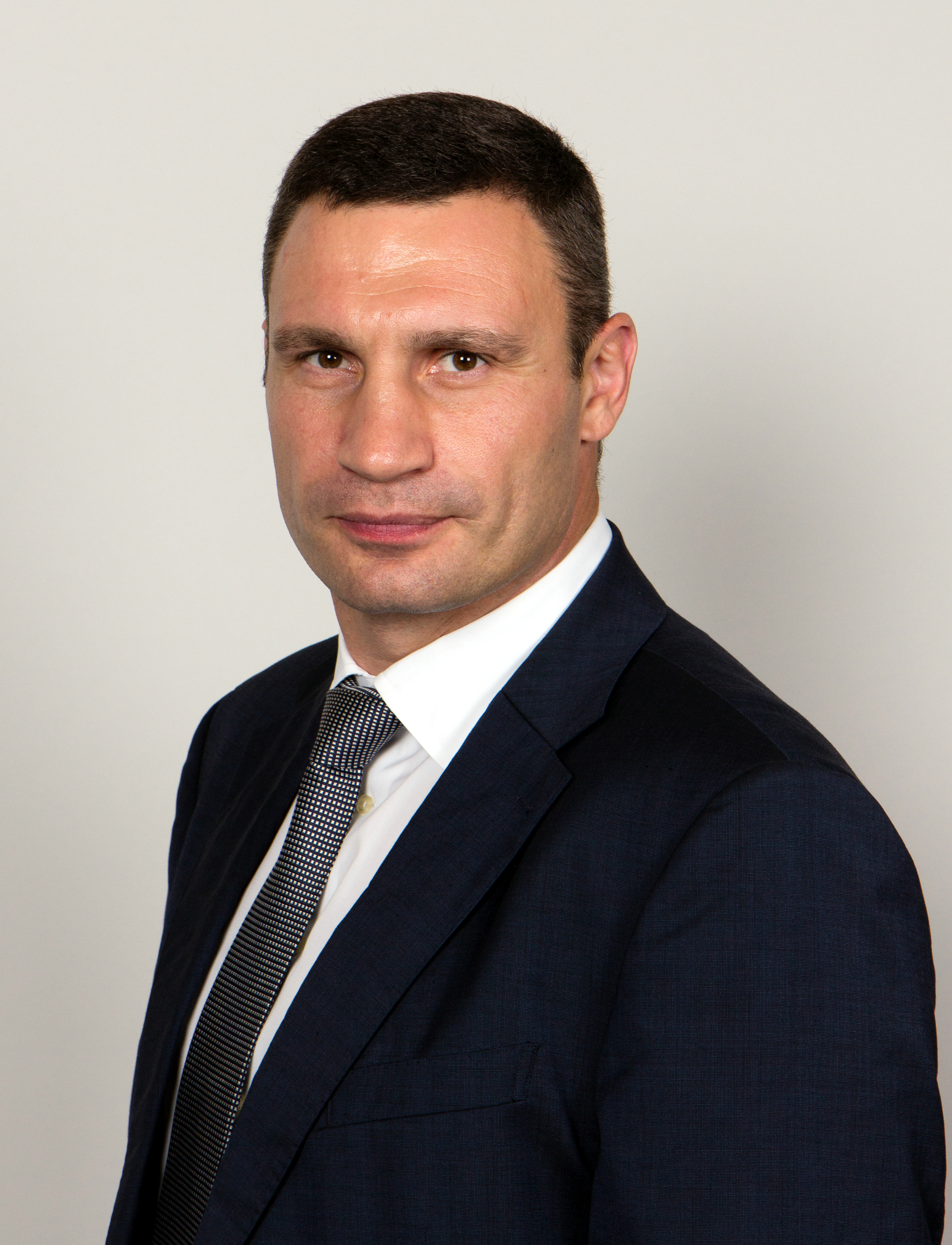
Vitalij Klytjko.

Ukrainska demokratiska alliansen för reformer, UDAR (ukrainska: Український демократичний альянс за реформи Віталія Кличка УДАР) är ett ukrainskt politiskt parti. Namnet UDAR är en förkortning men också det ukrainska ordet för ”slag" eller "smäll”.
Partiet grundades i mars 2005 och har sedan 2012 suttit i det ukrainska parlamentet. Partiets ledare är sedan 24 april 2010 den tidigare världsmästaren i tungviktsboxning Vitalij Klytjko.  
UDAR har observatörstatus i Europeiska folkpartiet.

## Resultatet av parlamentsvalet 2012

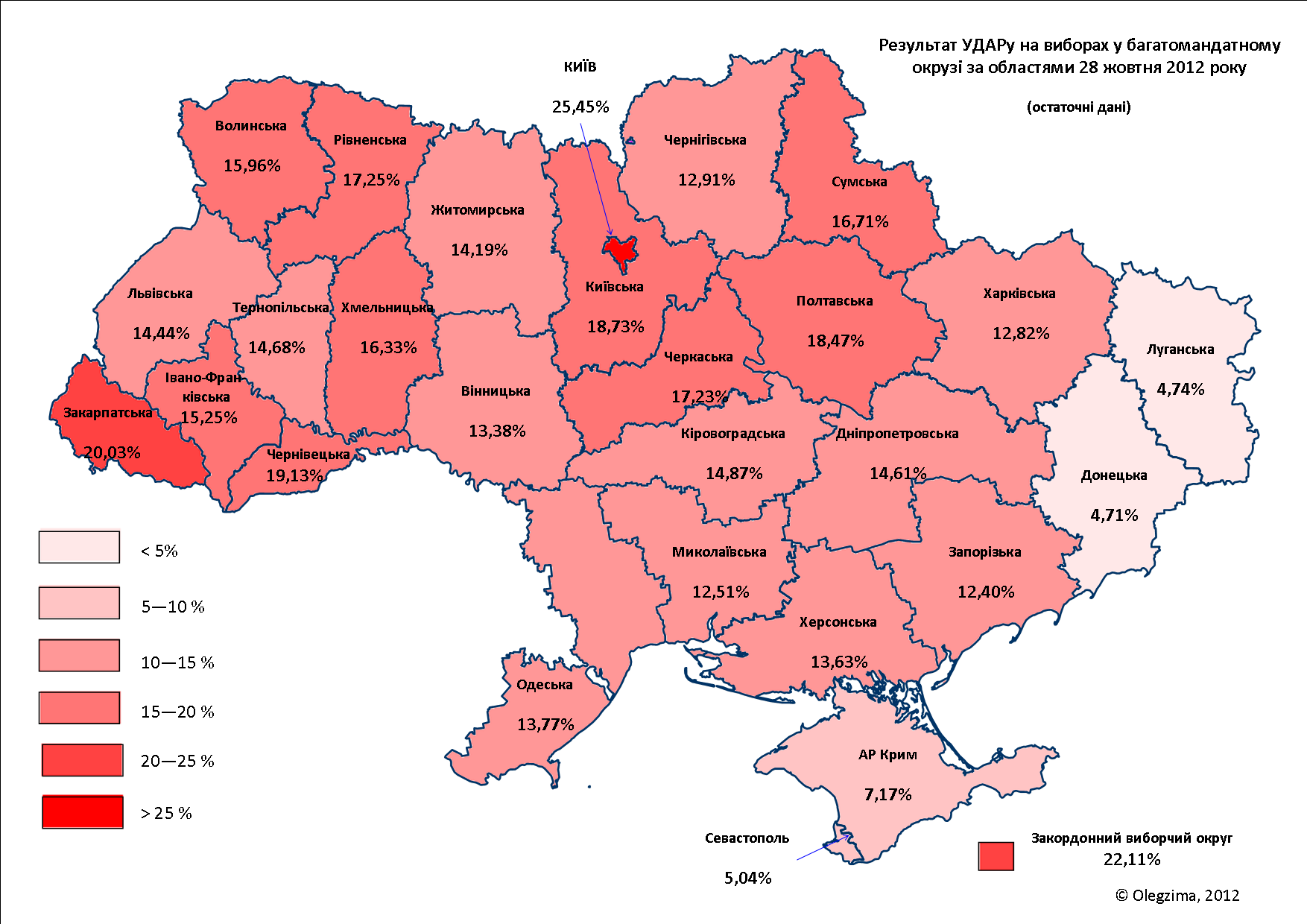
Resultatet av parlamentsvalet 2012

## Partiledere
| Period    | Partiledere      |
| --------- | ---------------- |
| 2005–2009 | Lev Partshaladze |
| 2009–2010 | Roman Romaniuk   |
| 2010-     | Vitalij Klytjko  |